# St. Stephanus und Ulrich (Ehingen am Ries)

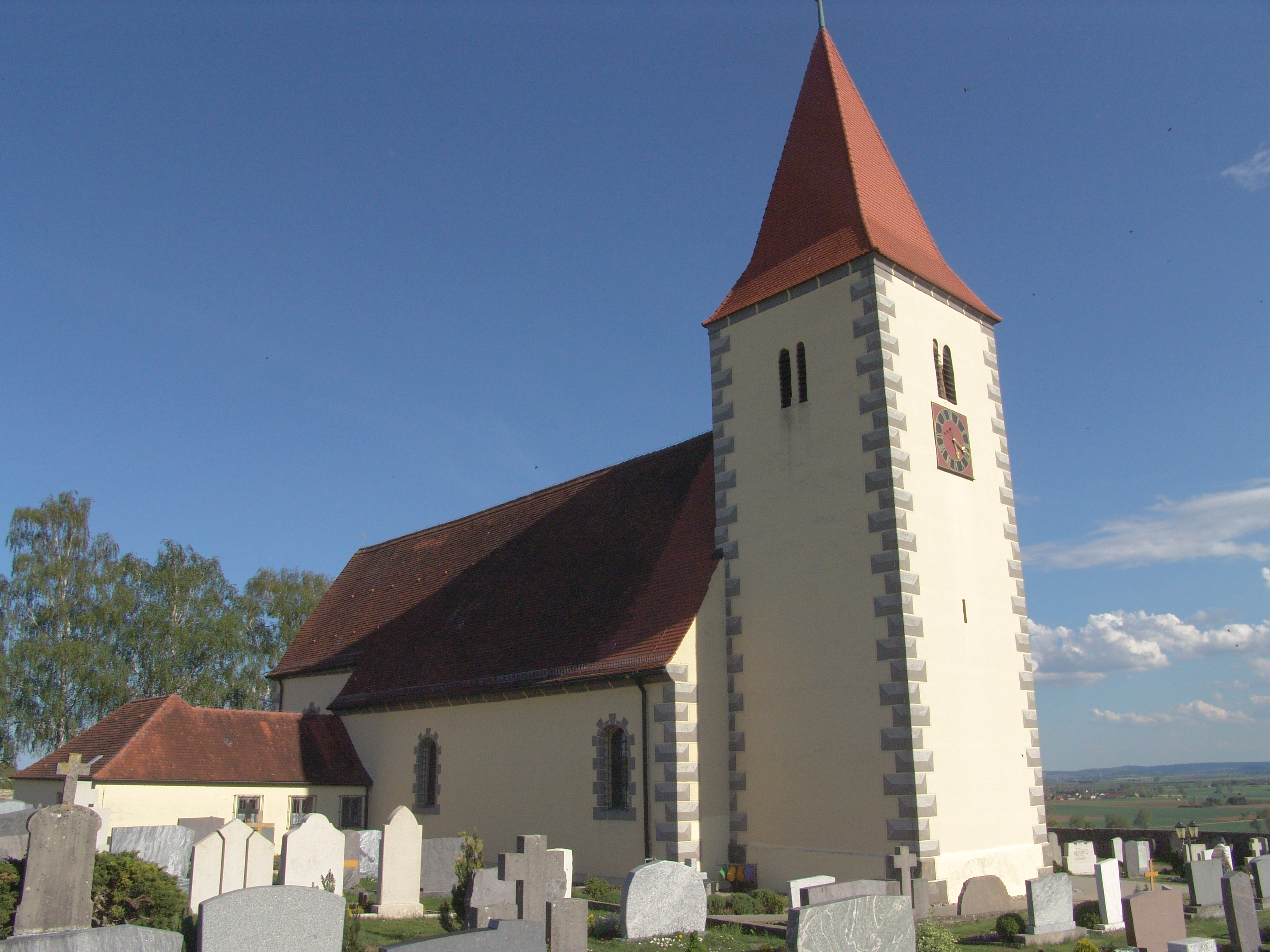
St. Stephanus und Ulrich in Ehingen am Ries

Die Kirche St. Stephanus und Ulrich steht in Ehingen am Ries im schwäbischen Landkreis Donau-Ries in Bayern. Das Bauwerk ist in der Liste der Baudenkmäler in Ehingen am Ries als Baudenkmal unter der Nr. D-7-79-138-3 eingetragen. Als Simultankirche dient sie sowohl der Kirchengemeinde Ehingen im Dekanat Donau-Ries der Evangelisch-Lutherischen Kirche in Bayern als auch der Pfarrei Ehingen im Dekanat Nördlingen des Bistums Augsburg.

## Beschreibung

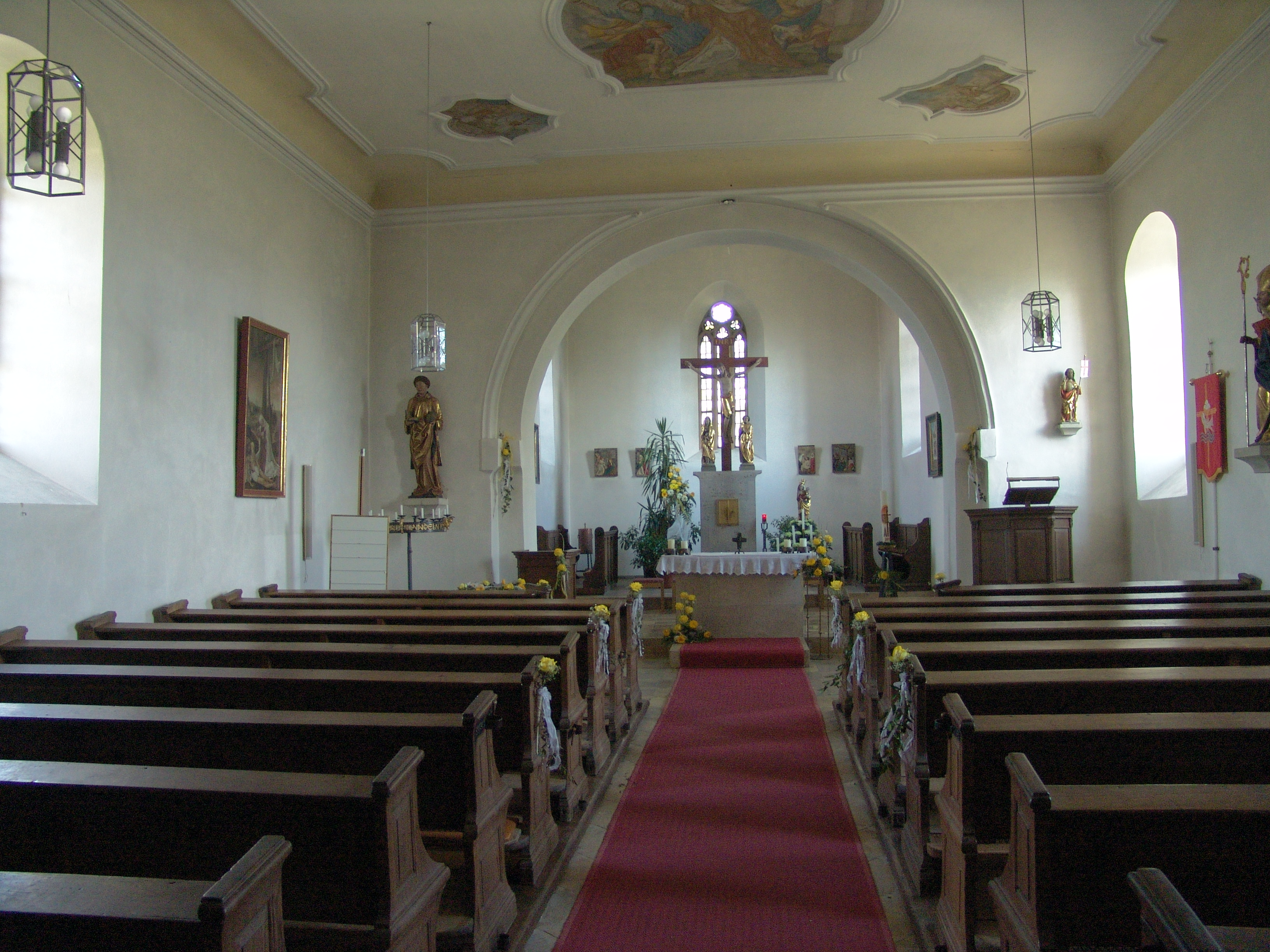
Blick zum Chor

Die Saalkirche besteht aus einem Langhaus aus dem 13. Jahrhundert, einem am Ende des 18. Jahrhunderts errichteten, eingezogenen Chor im Osten, einem um 1180 gebauten Kirchturm auf quadratischem Grundriss im Westen, der mit einem Pyramidendach bedeckt ist, und einer Sakristei im Norden aus dem 20. Jahrhundert. Das oberste Geschoss des Kirchturms beherbergt hinter den als Biforien gestalteten Klangarkaden den Glockenstuhl, in dem vier Kirchenglocken hängen, die 1950 von Friedrich Wilhelm Schilling gegossen wurden.
Der Innenraum des Langhauses ist mit einer Flachdecke überspannt, der des Chors mit einem Tonnengewölbe. Auf den Fresken im Langhaus sind Szenen aus dem Leben des Stephanus dargestellt. Das Kruzifix wird beigewohnt von den Assistenzfiguren des Blasius von Sebaste, des Ulrich von Augsburg und des heiligen Sebastian.